# Martijn Maria Smits
 Martijn Maria Smits, né le 23 octobre 1980 à Bréda, est un réalisateur et acteur néerlandais.

## Filmographie

### Réalisateur
- 2009 : Anvers[2]
- 2010 : C’est Déjà L’été[3]
- 2011 : Under the Weight of Clouds[4]
- 2011 : De hoer en het meisje[5]
- 2014 : Voor Emilia[6]
- 2016 : Waldstille[7]

### Acteur
- 2013 : Diary #2 de Adina Pintilie : Franck